# David Rawle
David Rawle (* 16. Oktober 2000 in Carrigallen) ist ein irischer Schauspieler.

## Leben und Karriere
Rawle trat bereits im Alter von vier Jahren dem Leitrim Youth Theatre in Carrigallen bei. Außerdem war er Mitglied einer U14-Gaelic-Football-Mannschaft. Seinen Durchbruch hatte er 2012 im Alter von 12 Jahren mit der Rolle des Martin Moone in der Sitcom Moone Boy. Für seine Darstellung wurde Rawle 2012 bei den British Comedy Awards als „Best Comedy Breakthrough Artist“ nominiert. Er lieh 2014 dem Charakter Ben in dem Animationsfilm Die Melodie des Meeres seine Stimme. 2025 war Rawle in der Serie Small Town, Big Story zu sehen.

## Filmografie
- 2012–2015: Moone Boy (Fernsehserie)
- 2014: Die Melodie des Meeres (Song of the Sea)
- 2017–2019: Drop Dead Weird (Fernsehserie)
- 2020: Pixie – Mit ihr ist nicht zu spaßen (Pixie)
- 2023: Storyland (Fernsehserie, 1 Folge)
- 2025: Small Town, Big Story (Fernsehserie)